# Mantisatta
Mantisatta is een geslacht van spinnen uit de familie springspinnen (Salticidae).

## Soorten
De volgende soorten zijn bij het geslacht ingedeeld:
- Mantisatta longicauda Cutler & Wanless, 1973
- Mantisatta trucidans Warburton, 1900